# América (udde i Antarktis, lat -68,13, long -67,15)
América är en udde i Antarktis. Den ligger i Västantarktis. Argentina, Chile och Storbritannien gör anspråk på området.
Terrängen inåt land är kuperad österut, men åt sydväst är den bergig. Havet är nära América västerut. Trakten är glest befolkad. Närmaste befolkade plats är San Martín Station, 2,0 kilometer öster om América. 